# Parafia wojskowa Zmartwychwstania Pańskiego w Brzegu
Parafia wojskowa Zmartwychwstania Pańskiego – rzymskokatolicka parafia w Brzegu. Parafia należy do dekanatu Wojsk Lądowych Ordynariatu Polowego Wojska Polskiego  (do 6-12-2011 roku parafia należała do Śląskiego Dekanatu Wojskowego).

## Historia parafii
Parafia została erygowana 21 stycznia 1993 roku. Mieści się przy ulicy Wita Stwosza. Obsługiwana przez księży diecezjalnych. Jej proboszczem jest ksiądz major Sebastian Semrau.